# Sakakibara
Sakakibara (酒鬼薔薇?; Kōbe, 7 luglio 1982) è lo pseudonimo usato dal serial killer giapponese Shin'ichirō Azuma (東 真一郎?, Azuma Shin'ichirō) che nel 1997 ferì e uccise in maniera particolarmente brutale alcuni ragazzini delle scuole elementari. La scoperta che il colpevole era un ragazzo di quattordici anni ebbe un forte impatto su tutta la società giapponese.
Il nome intero con cui il ragazzo si firmava è Sakakibara Seito (酒鬼薔薇 聖斗?). La prima parte è un normale cognome giapponese, scritto tuttavia con ideogrammi inusuali: saka (酒? lett. "sakè"), ki (鬼? lett. "demone") e bara (薔薇? lett. "rosa"); il nome è composto da sei (聖? lett. "santità") e da to (斗?) con vari significati. Da notare che seito è anche traducibile come "studente", se scritto con ideogrammi diversi  (生徒?); ciò è forse da mettere in relazione coi riferimenti all'oppressività del sistema scolastico nipponico citata nei proclami spediti da Sakakibara stesso alle forze dell'ordine e ai quotidiani.

## Storia
Il 10 febbraio 1997 Sakakibara aggredisce con un martello due studentesse delle scuole elementari di Kōbe e una di loro rimane gravemente ferita. Il padre di una delle ragazzine crede di riconoscere il colpevole dal racconto della figlia e chiede una verifica in tal senso alla scuola frequentata dal ragazzino criminale: l'istituto, tuttavia, aggira la richiesta, che rimane insoddisfatta. Il 16 marzo dello stesso anno Sakakibara colpisce alla testa, sempre con un martello, una bambina di dieci anni, che entra in coma e muore dopo undici giorni. In fuga dal luogo del delitto, Sakakibara si imbatte in una bambina di nove anni e la ferisce al ventre.
Il 27 maggio Sakakibara porta in un luogo isolato un ragazzino di undici anni e quindi lo strangola. Il giorno successivo gli stacca la testa, che fa ritrovare, due giorni dopo, in cima al muro d'ingresso della scuola. La testa è sfigurata: le sono stati cavati gli occhi e la bocca è tagliata come a formare un sorriso. Dentro la bocca Sakakibara ha inserito due fogli ripiegati, in cui lancia la sua sfida alla polizia. Le prime righe dicono: "Forza, il gioco comincia! Miei cari stupidi poliziotti, provate a fermarmi". Si firma come Sakakibara Seito. Il 6 aprile un quotidiano locale riceve una sua ulteriore missiva.
Il 28 giugno Sakakibara viene arrestato. È quindi affidato a strutture rieducative, dove rimane sino al febbraio 2004, quando raggiunge la maggiore età. Il suo processo di reinserimento sociale riceve l'approvazione degli specialisti, tanto che all'inizio del 2005 gli è concessa la libertà provvisoria, provvedimento che suscita notevoli polemiche. L'identità e la nuova residenza di Sakakibara rimangono a tutt'oggi coperte dal più stretto segreto.

## Influenza culturale
Diversi gli elementi che hanno conferito alle imprese di Sakakibara un'esposizione mediatica pressoché assoluta: la particolare efferatezza dei delitti, la lucidità dei proclami, la testimonianza del diario che teneva, in cui dichiarava di offrire le vittime a un'entità divina di sua invenzione, la presenza costante della scuola come teatro della tragedia e bersaglio degli assassini.
Non da ultimo, anzi, forse il fatto principale, è stata la scoperta della giovane età del colpevole, quando tutti i profili preparati dagli esperti, anche in analogia con il caso, del 1989, di Miyazaki Tsutomu, immaginavano Sakakibara come un uomo di mezza età, otaku più o meno integrale, e in possesso di automobile. L'apparente normalità del "Ragazzo A", tuttavia, mostrava evidenti indizi di una situazione anomala e la domanda a questo punto è stata se, con una giusta attenzione, non si sarebbe potuto fermarlo in tempo.
Sin dall'infanzia Sakakibara era difatti noto per trascorrere il tempo libero torturando e uccidendo cani, gatti e altri animali. Inoltre la madre, nonostante fosse stata avvertita dell'instabilità psicologica del figlio, non recedeva dal suo ruolo, tipico della società giapponese contemporanea, di sprone inflessibile per i migliori risultati scolastici possibili. L'odio verso la società in generale, ma verso la scuola in particolare, traspare da ogni riga scritta da Sakakibara e viene sottolineato da ogni suo gesto.
Nel suo primo proclama si autodefinisce, con un inglese sgrammaticato, "School Killer", mentre, in una lettera a un quotidiano, accusa il totalizzante sistema educativo giapponese di averlo trasformato in una "entità invisibile" (透明存在?, tōmei sonzai). Sakakibara giustificava a se stesso e al mondo i suoi brutali omicidi come un atto d'espiazione, in cui l'unica via di liberazione dal proprio dolore era dare dolore ad altri. Significativamente ironico, in tal senso, che la mancata identificazione di Sakakibara, possibile sin dal suo primo gesto, sia stata bloccata proprio da quella forma di omertà tipica delle scuole giapponesi.
Tra gli effetti più immediati del caso di Sakakibara, ancor prima dell'arresto, si è avuto un leggero giro di vite sulla distribuzione di film horror o con tematiche assimilabili ai delitti in corso, che tuttavia non è durato che pochi mesi. Lo stesso si può dire per le polemiche sulla dannosità di certa cultura per ragazzi, seguite al ritrovamento, tra gli oggetti personali di Sakakibara, di una gran quantità di fumetti dell'orrore o pornografici, tra cui il famoso manga X (che non tratta tematiche di omicidio o assimilabili al caso, ma è particolarmente violento).
Conseguenze molto più concrete sono state le richieste di riforme, in senso restrittivo, delle leggi penali nei confronti dei minori, procedimento attuato nel 2000 con l'abbassamento della responsabilità penale dai 16 ai 14 anni.
Il ricordo del serial killer di Kōbe rimane vivo nell'opinione pubblica giapponese: il protagonista della light novel Another (2009), poi trasposta in manga e anime, si chiama infatti Sakakibara e a questo proposito viene fatto esplicito riferimento ai fatti di Kōbe.